# Niamh Kavanagh
Niamh Kavanagh   (Finglas, 13 de febrer de 1968) és una cantant irlandesa especialment coneguda per la seva victòria en el Festival de la Cançó d'Eurovisió 1993, que es va celebrar a Millstreet, Irlanda. També va participar en l'edició de 2010, celebrada a Oslo, Noruega.

## Carrera
El pare de Niamh era cantant i saxofonista. Sovint cantava cançons en festes familiars de petita. Entre les seves influències destaquen Aretha Franklin, Ella Fitzgerald i Blood, Sweat and Tears, tots els quals escoltava ja de ben jove, així com Bonnie Raitt.
La seva primera participació en el món de la música (fins aleshores treballava en un banc) fou la popular pel·lícula de 1991 The Commitments, d'Alan Parker, on intrepretava temes com "Destination Anywhere" i "Do Right Woman, Do Right Man". Fou la mateixa pel·lícula on es va veure per primera vegada als també irlandesos The Corrs.
Quan encara era una desconeguda, va guanyar el Festival de la Cançó d'Eurovisió 1993 amb la balada "In Your Eyes" a Millstreet (Irlanda). Va vèncer i aquest tema es va convertir en el single més venut a Irlanda aquest mateix any i va ser número #24 en les llistes de vendes britàniques. Malgrat aquest èxit, la seva posterior carrera musical va ser molt modesta. El seu primer àlbum es titulà "Flying Blind". Més tard va gravar un àlbum conjunt amb el cantant Gerry Carney, titulat "Together Alone". Va realitzar col·laboracions puntuals amb diversos cantants, entre ells Secret Garden, The Dubliners o Mick Hanly.
El 5 de març de 2010, torna a guanyar la preselecció nacional del seu país per al Festival de la Cançó d'Eurovisió 2010 amb el tema "It's for you", i obté les màximes puntuacions per part del públic i el jurat. Va superar la fase prèvia del 55è Festival d'Eurovisió, amb un novè lloc. Irlanda portava sense estar a la final des de 2007. Ja a la final, no va repetir el seu èxit i va quedar en el 23è lloc, la qual cosa no la va privar d'una gran ovació.
Està casada amb Paul Meghaey. La parella té dos fills (Lydia i Paul) i viu a Carrickfergus, comtat d'Antrim.

## Discografia

### Àlbums
- 1991 "The Commitments" (BSO) #1 Nova Zelanda, #2 Austràlia, #3 Noruega, #4 Regne Unit, #8 Estats Units
- 1992 "The Commitments Vol. 2" (BSO) #3 Nova Zelanda, #6 Austràlia, #13 Regne Unit
- 1995 "Flying blind"
- 1998 "Together alone"

### Singles
| Any  | Cançó                                         | Posició més alta als charts | Posició més alta als charts | Posició més alta als charts | Posició més alta als charts |
| Any  | Cançó                                         | IRE                         | GER                         | NL                          | UK                          |
| ---- | --------------------------------------------- | --------------------------- | --------------------------- | --------------------------- | --------------------------- |
| 1993 | "In Your Eyes"                                | 1                           | 87                          | 42                          | 24                          |
| 1994 | "Red Roses for Me" (versionant The Dubliners) | 13                          | —                           | 3                           | —                           |
| 1995 | "Flying Blind"                                | 7                           | —                           | —                           | —                           |
| 1995 | "Romeo's Twin"                                | 1                           | —                           | —                           | —                           |
| 1998 | "Sometimes Love"                              | 1                           | —                           | —                           | —                           |
| 2010 | "It's for You"                                | 8                           | —                           | —                           | —                           |
| 2011 | "A Fool for You No More"                      | —                           | —                           | —                           | —                           |

#### Altres col·aboracions
- "The Shanley sessions"
- "The Meeting Place, 10 year anniversary"
- "The Frankie Millar Songwriting project"
- "Live at the Meeting Place"
- "Simply You" amb Secret Garden
- "Red Roses and Me" amb The Dubliners